# То (кана)
と в хирагане и ト в катакане — символы японской каны, используемые для записи ровно одной моры. В системе Поливанова записывается кириллицей: «то», в международном фонетическом алфавите звучание записывается: /to/. В современном японском языке находится на двадцатом месте в слоговой азбуке.
В сёги символом と обозначается перевёрнутая пешка (токин).

## Происхождение
と и ト появились в результате упрощённого написания кандзи 止.

## Написание
|  |  |

## Коды символов вкодировках
- Юникод:
  - と: U+3068,
  - ト: U+30C8.